# Tropisetrón
El tropisetron es un medicamento utilizado principalmente para tratar las náuseas y los vómitos inducidos por la quimioterapia. Se puede utilizar con dexametasona para un mayor efecto. Los beneficios son similares a los del ondansetrón. Este medicamento se puede tomar por vía oral o mediante inyección en una vena.
Los efectos secundarios de este medicamento pueden incluir diarrea, sequedad de boca y dolor de cabeza; otros efectos secundarios pueden incluir reacciones alérgicas. La seguridad de este medicamento durante el embarazo no está clara. Es un antagonista del receptor 5-HT <sub> id="mwMg"3</sub>.
Este medicamento fue patentado en 1982 y aprobado para uso médico en 1992. Está en la Lista de Medicamentos Esenciales de la Organización Mundial de la Salud como alternativa al ondansetrón. Está disponible en Europa pero no en Estados Unidos.